# Miss Venezuela 1952
Miss Venezuela 1952 fue la primera (1°) edición del certamen Miss Venezuela. Se llevó a cabo el 7 de junio de 1952 en el Club Valle Arriba en Caracas, Venezuela. Siendo organizado por el periodista y musicólogo Reinaldo Espinoza Hernández y tuvo por jurado a Abelardo Raidi, Ángel Álamo Ibarra, Oscar Cróquer, Aura Marina Colmenares, José Manrique, Flor Isava de Núñez, Olga Tirado de Quintero Muro, Carlos Eduardo Frías y Amable Espina.
A diferencia del concurso actual, el acto de coronación de la Miss Venezuela 1952 se realizó en varias fiestas, incluyendo una presentación con traje de calle en el Círculo Militar de Caracas en el que estuvo presente la Junta de Gobierno. También hubo uno con trajes típicos en el Club Los Cortijos y posteriormente se realizó una proclamación popular en el estadio de béisbol de la Ciudad Universitaria.

## Desarrollo
La historia del certamen Miss Venezuela comienza como una iniciativa de la línea aérea estadounidense Pan American, cuando le encomienda al periodista Reinaldo Espinoza Hernández organizar un concurso de belleza. Es así como con un presupuesto de 25 mil bolívares de la época, el comunicador reúne a un grupo de 15 candidatas que durante una semana tuvo que cumplir con distintos compromisos relacionados con la elección, incluyendo presentación en traje de calle en el Círculo Militar y desfile en traje típico en el Club Los Cortijos. Para aumentar el atractivo y minimizar el impacto de las protestas generadas por la Juventud Femenina Venezolana, que se oponía al desfile en traje de baño, se ofreció la cantidad de mil bolívares a la ganadora.
Superados los escollos, la noche del 7 de junio de 1952, en el Valle Arriba Golf Club de Caracas, la representante del estado Bolívar, Sofía Silva Inserri, logró la mayoría de los votos del jurado, entre quienes se encontraban: Abelardo Raidi, Flor Isava de Núñez, Aura Marina Colmenares, Carlos Eduardo Frías y Amable Espina. La coronación se produjo ante la presencia de la Junta de Gobierno. De esta forma, la primera Miss Venezuela tuvo nombre y apellido.

## Ganadoras
| Resultado           | Candidata                                       |
| ------------------- | ----------------------------------------------- |
| Miss Venezuela 1952 | - Miss Bolívar – Sofía Silva Inserri            |
| 1.ª finalista       | - Miss Anzoátegui - Ligia De Lima               |
| 2.ª finalista       | - Miss Guárico - Vilma Viana Acosta             |
| 3.ª finalista       | - Miss Distrito Federal - Olga Buvat De Virginy |
| 4.ª finalista       | - Miss Amazonas - Marbelia Gardier              |

## Participantes
La delegadas del Miss Venezuela 1952 fueron:
| - Miss Amazonas - Marbelia Cardier Gago - Miss Anzoátegui - Ligia De Lima - Miss Apure - Elba Delgado Olivares (Se retiró) - Miss Aragua - Maruja Cordero Rodríguez - Miss Bolívar – Sofía Silva Inserri - Miss Carabobo - Miriam Guerra Mass - Miss Cojedes - María Josefina Rosell (Se retiró) - Miss Distrito Federal - Olga Renée Buvat de Virginy Capriles - Miss Guárico - Vilma Viana Acosta - Miss Lara - Yolanda Gil García | - Miss Mérida - Miriam Dávila - Miss Miranda - Carmen Elena Álvarez - Miss Monagas - Carmen Yolanda Luongo (Se retiró) - Miss Nueva Esparta - Verónica Rodulfo Campos - Miss Portuguesa - Ana Rosenda Ramos (Se retiró) - Miss Sucre - Carmen Guilarte Jiménez (Se retiró) - Miss Táchira - Ilse Theverkaus Ibarra - Miss Trujillo - Norah Rangel Alizo - Miss Yaracuy - Nieves Teresa Contreras Sánchez |